# Sinocarum cruciatum
Sinocarum cruciatum là một loài thực vật có hoa trong họ Hoa tán. Loài này được (Franch.) H. Wolff ex Shan & F.T. Pu miêu tả khoa học đầu tiên năm 1985.